# Paolo Pezzi
Mons. Paolo Pezzi, F.S.C.B. (8. srpna 1960, Russi) je italský římskokatolický kněz a arcibiskup Matky Boží v Moskvě.

## Mládí
Narodil se 8. srpna 1960 v Russi. Na Papežské univerzitě sv. Tomáše Akvinského studoval filosofii a teologii (1985–1990). Vstoupil do Kněžského bratrstva sv. Karla Boromejského a na kněze byl vysvěcen 22. prosince 1990 kardinálem Ugem Polettim. Z Papežské lateránské univerzity mu byl později udělen doktorát teologie (Cattolici in Siberia, le origini, le persecuzioni, l’oggi). Od roku 1993 začal pracovat v Rusku. Byl rektorem vyššího semináře Marie královny apoštolů v Petrohradě.

## Biskupská služba
Dne 21. září 2007 byl papežem Benediktem XVI. ustanoven metropolitním arcibiskupem Matky Boží v Moskvě. Stal se nástupcem prvního arcibiskupa Tadeusze Kondrusiewicze který byl ve stejný den jmenován arcibiskupem arcidiecéze Minsk–Mohilev. Biskupské svěcení přijal 27. října 2007 z rukou arcibiskupa Tadeusze Kondrusiewicze a spolusvětiteli byli biskup Joseph Werth a arcibiskup Antonio Mennini apoštolský nuncius v Ruské federaci.

## Ostatní pozice
Je členem hnutí Comunione e Liberazione, za který byl zodpovědný řadu let v Rusku. Spolu s Massimem Camisascou byl generálním vikářem Kněžského bratrstva sv. Karla Boromejského.

## Vyznamenání
Je velkopřevorem Ruské federace a rytíř Řádu božího hrobu.